# South Carolina Wing Civil Air Patrol
A South Carolina Wing Civil Air Patrol (SCWG) é uma das 52 "alas" (50 estados, Porto Rico e Washington, D.C.) da "Civil Air Patrol" (a força auxiliar oficial da Força Aérea dos Estados Unidos) no Estado do South Carolina. A sede da South Carolina Wing está localizada em West Columbia, South Carolina. A South Carolina Wing consiste em mais de 700 cadetes e membros adultos distribuídos em 17 locais espalhados por todo o Estado.
A ala de South Carolina é membro da Região do Atlântico Central da CAP juntamente com as alas dos seguintes Estados: Delaware, Maryland, National Capital, North Carolina, Virginia e West Virginia.

## Missão
A Civil Air Patrol (CAP) tem três missões: fornecer serviços de emergência; oferecer programas de cadetes para jovens; e fornecer educação aeroespacial para membros da CAP e para o público em geral.

## Serviços de emergência
A CAP fornece ativamente serviços de emergência, incluindo operações de busca e salvamento e gestão de emergência, bem como auxilia na prestação de ajuda humanitária.
A CAP também fornece apoio à Força Aérea por meio da realização de transporte leve, suporte de comunicações e levantamentos de rotas de baixa altitude. A Civil Air Patrol também pode oferecer apoio a missões de combate às drogas.

## Programas de cadetes
A CAP oferece programas de cadetes para jovens de 12 a 21 anos, que incluem educação aeroespacial, treinamento de liderança, preparo físico e liderança moral para cadetes.

## Educação Aeroespacial
A CAP oferece educação aeroespacial para membros do CAP e para o público em geral. Cumprir o componente de educação da missão geral da CAP inclui treinar seus membros, oferecer workshops para jovens em todo o país por meio de escolas e fornecer educação por meio de eventos públicos de aviação.

## Organização

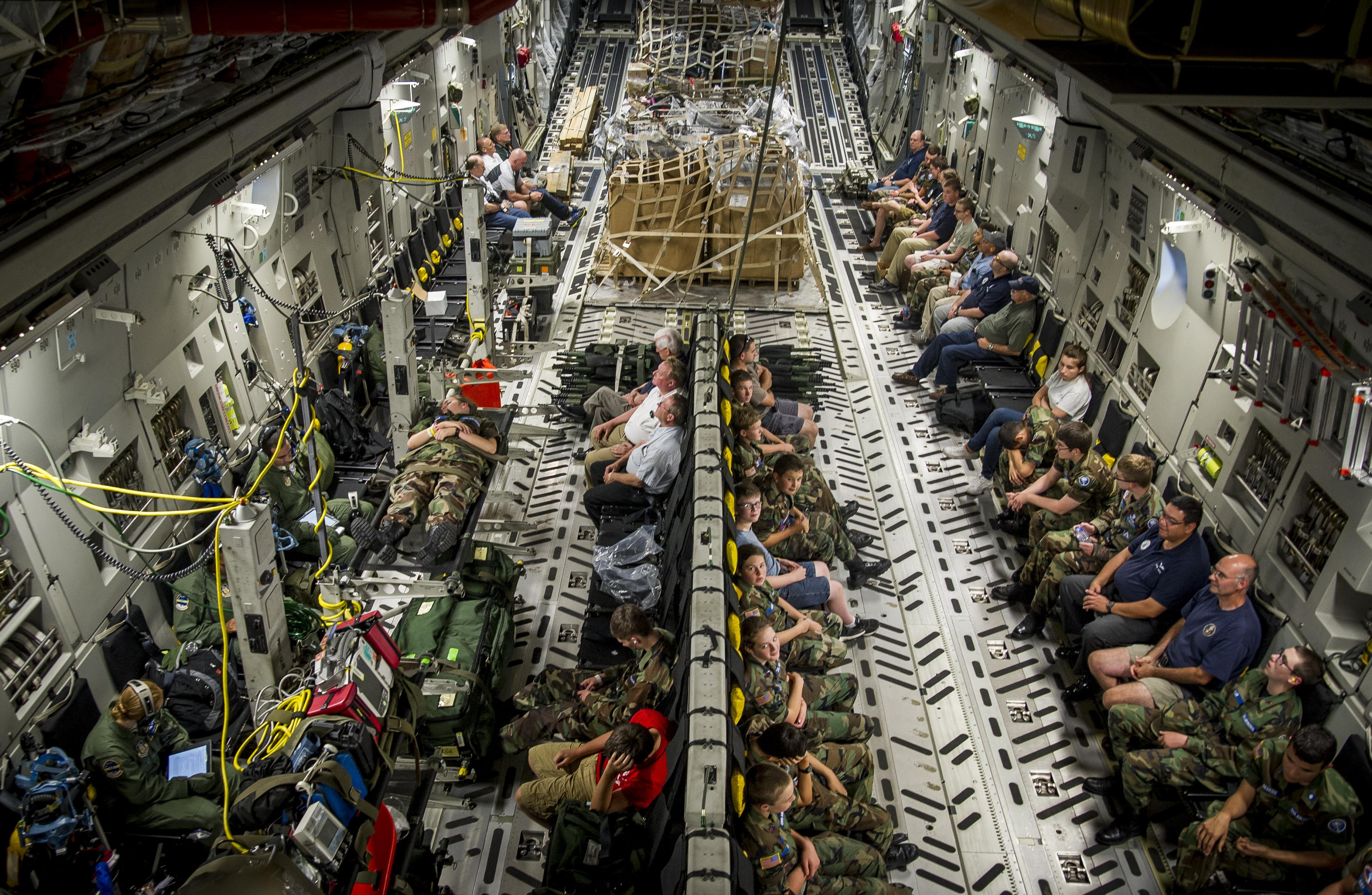
Membros do 315º Esquadrão de Evacuação Aeromédica e da South Carolina Wing voltam de um exercício de resposta a emergências.

| Designação | Nome do Esquadrão                           | Localização               |
| ---------- | ------------------------------------------- | ------------------------- |
| SC 002     | Marion Senior Squadron                      | Marion                    |
| SC 005     | Aiken Composite Squadron                    | Aiken                     |
| SC 014     | Greenville Composite Squadron               | Greenville                |
| SC 020     | Florence Composite Squadron                 | Florence                  |
| SC 032     | Lexington Composite Squadron                | West Columbia             |
| SC 056     | Coastal Charleston Composite Squadron       | Charleston Air Force Base |
| SC 074     | Anderson Composite Squadron                 | Anderson                  |
| SC 075     | Sumter Composite Squadron                   | Sumter                    |
| SC 090     | Spartanburg Composite Squadron              | Spartanburg               |
| SC 092     | York County Composite Squadron              | Fort Mill                 |
| SC 096     | Low Country Composite Squadron              | Hilton Head Island        |
| SC 099     | Columbia Composite Squadron                 | Columbia                  |
| SC 106     | Emerald City Cadet Squadron                 | Greenwood                 |
| SC 113     | ACE Basin Composite Squadron                | Walterboro                |
| SC 114     | Grand Strand Composite Squadron             | Myrtle Beach              |
| SC 115     | Beaufort Composite Squadron                 | Beaufort                  |
| SC 805     | Camden Military Academy Cadet Squadron      | Camden                    |
| SC 999     | South Carolina Legislative Liaison Squadron | West Columbia             |